# Amoebidiidae
Amoebidiidae (ursprünglich Amoebidiaceae) ist die Bezeichnung einer Familie einzelliger Eukaryoten.
Ursprünglich hatte man die Familie unter die Trichomyceten innerhalb der damals als Phylum geltenden Gruppe der Zygomyzeten (Jochpilze, wissenschaftlich Zygomycota) handelt.
Molekularphylogenetische Analysen ordnen die Familie dem Taxon Ichthyosporea (synonym Mesomycetozoea) innerhalb der großen Gruppe der Opisthokonta zu, zu der u. a. die Tiere, Pilze und Choanoflagellaten gehören.
Die Familie galt ursprünglich als einzige Familie der „Pilz“-Ordnung Amoebidiales und umfasste zwei Gattungen: Amoebidium und Paramoebidium.
Im Jahr 2017 wurde die Gattung Paramoebidium jedoch in eine eigene Familie Paramoebidiidae ausgegliedert, so dass die Amoebidiidae monogenerisch nur noch die Gattung Amoebidium umfassen.
Amoebidium-Arten gelten als obligate Symbionten von im Süßwasser lebenden Arthropoden (Gliederfüßern) der Pancrustacea-Klade wie Mückenlarven und Wasserflöhen (Gattung Daphnia).
Da sich die Amoebidium-Arten an das Exoskelett (Äußeres) ihres Wirts anheften und in auch axenischer Kultur (Reinkultur) wachsen, könnten jedoch zumindest einige Arten auch fakultative Symbionten sein.

## Etymologie
Die Vorsilbe des Familiennamens „Amöb-“ bezieht sich auf die amöbenähnlichen Verbreitungszellen, die während des Lebenszyklus der Typusgattung Amoebidium entstehen.
Die Endung verweist auf ein Taxon im Rang einer Familie (zoologisch bzw. früher botanisch/mykologisch).

## Beschreibung
Die Beschreibung folgt der Typusgattung Amoebidium seitdem die Familie monogenerisch ist (keine weiteren Gattungen enthält).
Die Amoebidium-Arten sind einzellig, in der vegetativen Wuchsform (Thallus) unverzweigt zigarren- oder röhrenförmig und heften sich mit einer sekretierten, leimartigen Basalbefestigung in Form eines kurzen Stiels an das Exoskelett verschiedener Süßwasser-Arthropoden (Pancrustacea: Krebstiere oder Insekten).
Die Thalli sind coenocytisch (vielkernig, da nach Teilungen des Zellkerns die Zellteilung ausbleibt).
Eine sexuelle Vermehrung ist unbekannt.
Die ungeschlechtliche Vermehrung kann auf zwei verschiedenen Wegen erfolgen
1. der gesamte Zellinhalt teilt sich in längliche, kernlose Sporen (bekannt als Sporangiosporen oder Endosporen), wobei die Zellwand aufbricht, um die Sporen freizusetzen (englisch sporangiospore reproduction), oder
2. der gesamte Zellinhalt teilt sich, um tränenförmige, bewegliche amöboide Zellen zu bilden, die sich für kurze Zeit ausbreiten, dann einhüllen und aus dieser Zyste Sporen bilden (sogenannte Zystosporen) – (englisch amoeboid reproduction).[11][13]

## Systematik und Phylogenie
Die ursprüngliche Einordnung von Amoebidium und Paramoebidium in die Gruppe der Trichomyceten wurde schon früh als zweifelhaft betrachtet, da ein Stadium amöboider Verbreitungszellen ein bei den Pilzen nicht zu findendes Merkmal ist.
Spätere Studien fanden auch – im Gegensatz zu Pilzen – keine Hinweise auf Chitin in der Zellwand der Amoebidium-Arten, was weitere Zweifel an ihrer Verwandtschaft mit den Pilzen nährte.
Ihre Gesamtmorphologie (d. h. haarähnliche Wuchsform mit basaler Haltevorrichtung), die Produktion von Sporen und der Aufenthalt im Verdauungstrakt von Arthropoden wurden jedoch damals als ausreichend starke Merkmale angesehen, um sie zu den Trichomyceten-Pilzen zu klassifizieren – bis schließlich weitere Belege ihre heutige Zuordnung zu klären halfen.
Im Jahr 2000 zeigten zwei unabhängige Studien anhand von molekularen phylogenetischen Belegen, dass die Typusart Amoebidium parasiticum enger mit der provisorisch DRIP-Klade genannten kleinen Gruppe von tierparasitischen Protisten verwandt ist als mit den pilzlichen Trichomyceten.
Die DRIP-Klade wird heute offiziell als Ichthyosporea (bzw. Mesomycetozoea) bezeichnet.
Im Jahr 2005 erhielt Matías Cafaro rDNA-Sequenzdaten von einer bis dahin nicht identifizierten Paramoebidium-Art, die in der Phylogenie als Schwestergattung von Amoebidium eingestuft wurde.
Die Familie Amoebidiaceae wurde zudem in Amoebidiidae umbenannt, um ihre Klassifizierung außerhalb der Pilze und stattdessen innerhalb der Mesomycetozoea genannten Protistengruppe widerzuspiegeln.
Die Analysen von Cafaro zeigten eine monophyletische Beziehung (d. h. gemeinsame Abstammung) von Amoebidium und Paramoebidium, allerdings hatte sein Datensatz mit nur einer repräsentativen Sequenz aus jeder Gattung lediglich eine begrenzte Auswahl an Taxa enthalten.
Eine 2017 durchgeführte molekularphylogenetische Analyse der Ichthyophonida, die ein breites Taxon- und Gen-Sampling umfasste, ergab tatsächlich Hinweise auf eine Polyphylie zwischen Amoebidium und Paramoebidium.
Obwohl die mit dem Datensatz durchgeführten Topologietests eine Verwandtschaft der Gattungen als Schwestertaxa nicht vollständig widerlegten, waren die Autoren der Ansicht, dass es genügend molekulare, physiologische und ökologische Unterschiede gab, um die Gattungen in verschiedene Familien (innerhalb der gemeinsamen Ordnung Ichthyophonida) zu stellen.
Beispielsweise heften sich Amoebidium-Arten an das Äußere des Wirts, während Paramoebidium-Arten sich im Verdauungstrakt aufhalten,
und ultrastrukturelle Analysen ergaben Unterschiede in der Porenanordnung an den Sporenspitzen von Amoebidium parasiticum und Paramoebidium curvum.
Familie Amoebidiidae (Lichtenstein 1917 ex Kirk, Canon & David 2001) Reeves, 2003(G,T) [Amoebidiaceae(M,N) Lichtenstein 1917 ex Kirk, Canon & David 2001]
- Gattung Amoebidium Cienkowski, 1861(G,M,N)[15] – Typusgattung(M,T) (Typusgattung)
- Gattung Paramoebidium L. Léger & Duboscq, 1929 (G,N)[14] – verschoben nach Reynolds (2017)[9]
- Gattung Pseudoperkinsus Figueras, Lorenzo, Ordas, Gouy & Novoa, 2000(G)

Verschiebungen:
- Gattung Paramoebidium ⇒ Paramoebidiidae[9] – nicht bei (G,N)

(G)G– Global Biodiversity Information Facility (GBIF)
(M)N– Mycobank (mycobank.org)
(N)G– National Center for Biotechnology Information (NCBI) Taxonomy Browser
(T)G– The Taxonomicon (taxonomy.nl)